# FO Андромеды
FO Андромеды (лат. FO Andromedae) — карликовая новая, двойная катаклизмическая переменная звезда типа SU Большой Медведицы (UGSU) в созвездии Андромеды на расстоянии приблизительно 1954 световых лет (около 599 парсеков) от Солнца. Видимая звёздная величина звезды — от +17,5m до +13,1m. Орбитальный период — около 0,07161 суток (1,7186 часа).

## Характеристики
Первый компонент — аккрецирующий белый карлик спектрального класса pec(UG).